# 옐냐

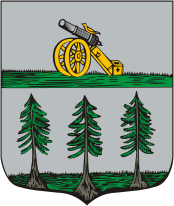
시 문장

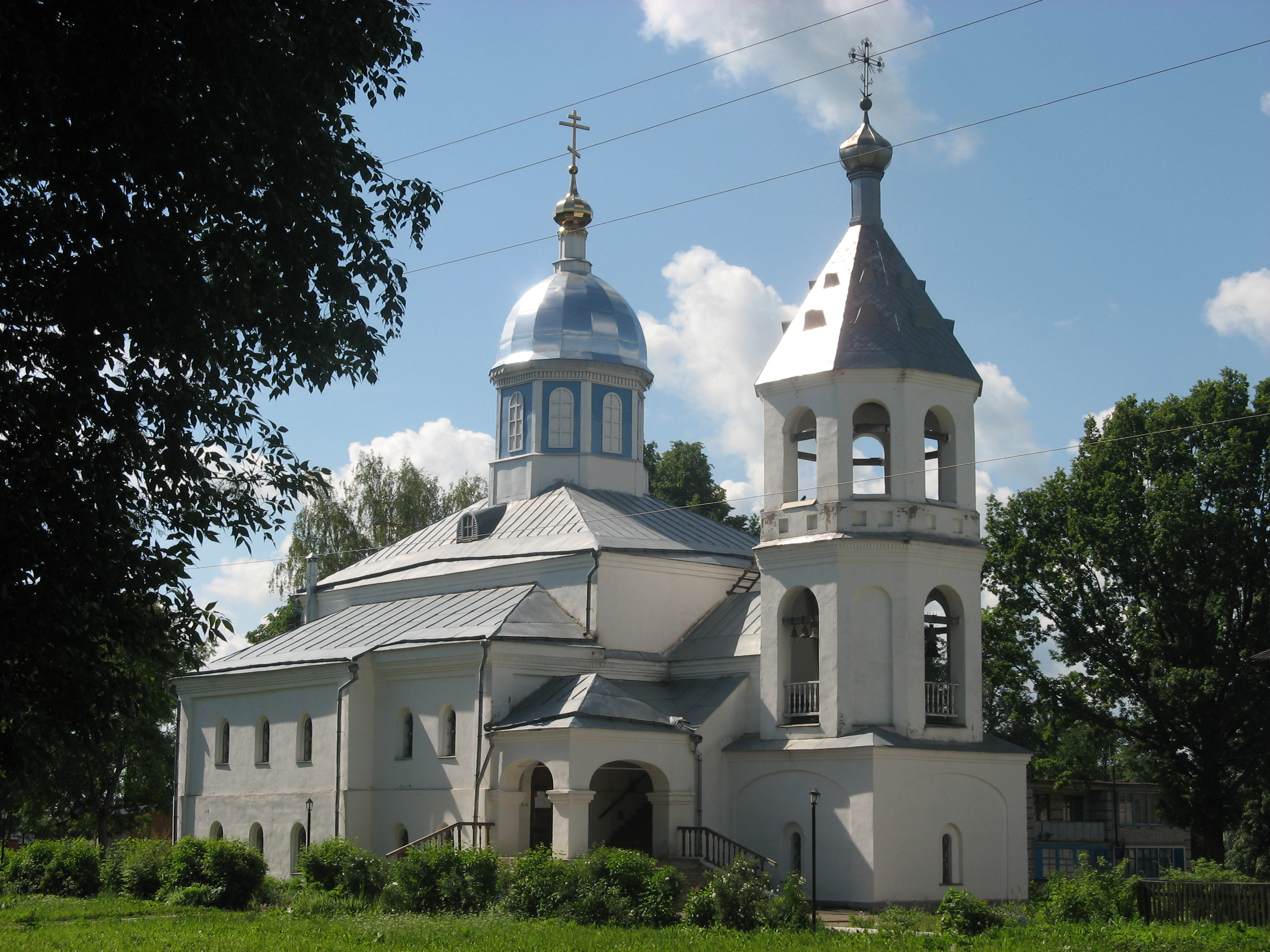
일린스카야 교회

옐냐(러시아어: Е́льня)는 러시아 스몰렌스크주 중부에 위치한 도시로, 인구는 10,798명(2002년 기준)이다. 데스나강과 접하며 스몰렌스크(스몰렌스크 주의 주도)에서 동쪽으로 82km 정도 떨어진 곳에 위치한다.